# مدیریت اتحادیه
مدیریت اتحادیه (انگلیسی: Association management) یا مدیریت انجمن، از حوزه‌های مدیریتی است که بر مدیریت انجمن‌ها و اتحادیه‌ها تمرکز دارد. امروزه در ایالات متحده آمریکا بیش از ۲۵٬۰۰۰ انجمن ملی و ۶۵٬۰۰۰ انجمن محلی، ایالتی یا منطقه ای وجود دارد. در این سازمان‌ها بیش از ۵۰۰٬۰۰۰ کارمند حرفه‌ای عضویت دارند. مدیریت اتحادیه، به علت محیط منحصر به فرد اتحادیه‌ها و انجمن‌ها، زمینه ای متمایز از حوزه مدیریت دارد. فعالیت‌های اجرایی روزانه اتحادیه‌ها، اغلب توسط یک مدیرعامل مدیریت می‌شود، که عملکرد وی توسط هیئت مدیره اتحادیه ارزیابی می‌گردد. اعضا نیز از طریق یک هیئت انتخابی، همراه با کمیته‌های انجمن و کمیسیون‌ها، با نیروهای کار، شوراها و سایر واحدها، ارتباط برقرار می‌کنند.